# Ronzio di rete
Il ronzio di rete o meglio noto anche ronzio della linea elettrica alternata è un suono associato alla corrente alternata che ha una frequenza doppia rispetto alla frequenza della rete elettrica. La frequenza fondamentale di questo suono è solitamente il doppio di quella fondamentale 50/60 Hz, cioè 100/120 Hz, a seconda della frequenza della linea elettrica locale. Il suono ha spesso un contenuto armonico pesante superiore a 50/60 Hz. Nelle apparecchiature audio alimentate dalla rete o a causa di campi elettromagnetici in CA provenienti da apparecchi e cablaggi vicini, Il rumore elettrico a 50/60 Hz può penetrare nei sistemi audio e viene riprodotto come ronzio di rete dagli altoparlanti. Si può anche sentire un ronzio di rete proveniente da potenti apparecchiature della rete elettrica come i trasformatori di rete, causato dalle vibrazioni meccaniche indotte dalla magnetostrizione nel nucleo magnetico. A bordo degli aerei (o dei veicoli spaziali) la frequenza udita è spesso più acuta, a causa dell'uso di alimentazione CA con trasformatori operanti a frequenze più elevate essendo più piccoli e leggeri.

## Cause
Il ronzio elettrico attorno ai trasformatori è causato da campi magnetici dispersi che provocano la vibrazione dell'involucro e degli accessori. La magnetostrizione è una seconda fonte di vibrazione, in cui il nucleo di ferro cambia lievemente forma quando esposto a campi magnetici. L'intensità dei campi e quindi l'intensità del "ronzio", è una funzione della tensione applicata. Armoniche superiori a 100/120  Hz potrebbero essere causate dal comportamento non lineare dei materiali magnetici più comuni.
Intorno alle linee elettriche ad alta tensione, il ronzio può essere prodotto dalle scariche a corona.
Nel campo dell'amplificazione del suono (come nei sistemi di diffusione sonora e negli altoparlanti), il ronzio elettrico è spesso causato dall'induzione. Questo ronzio è generato da correnti elettriche oscillanti indotte in circuiti audio sensibili (ad alto guadagno o ad alta impedenza) dai campi elettromagnetici alternati emanati da vicini dispositivi alimentati dalla rete elettrica, come ad esempio i trasformatori di potenza. Questo tipo di ronzio elettrico è prodotto da amplificatori e altoparlanti e non deve essere confuso con il feedback acustico.
L'altra principale fonte di ronzio nelle apparecchiature audio sono le impedenze condivise ad esempio quando una corrente intensa scorre attraverso un conduttore di terra a cui è collegato anche un dispositivo a piccolo segnale. Tutti i conduttori reali hanno una resistenza finita, anche se piccola e la piccola resistenza presente fa si che i dispositivi che utilizzano punti diversi sul conduttore come riferimento di terra avranno potenziali leggermente diversi. Questo ronzio è solitamente alla seconda armonica della frequenza della linea elettrica (100/120 Hz) poiché le intense correnti di terra provengono da alimentatori da CA a CC che raddrizzano la forma d'onda della rete. (Vedi anche anello di terra .)
Nelle apparecchiature a tubi a vuoto si avevano problemi simili in corrente alternata pertanto il filamento alimentato da corrente continua preveniva questa fonte di ronzio.

## Prevenzione
Accade spesso che il ronzio elettrico in un locale venga captato tramite un circuito di massa. In questa situazione, un amplificatore e un mixer si trovano generalmente a una certa distanza l'uno dall'altro. Il telaio di ciascuno è collegato a terra tramite il conduttore di terra della rete elettrica ed è anche collegato lungo un percorso diverso tramite un cavo schermato. Poiché questi due percorsi non corrono uno accanto all'altro, si forma un circuito elettrico a forma di anello. La stessa situazione si verifica tra gli amplificatori per strumenti musicali sul palco e il mixer. Per risolvere questo problema, l'attrezzatura scenica è spesso dotata di un interruttore " ground lift " che interrompe il circuito tra linea di terra e schermatura. Un'altra soluzione è quella di collegare sorgente e destinazione tramite un trasformatore di isolamento 1:1, chiamato humbucker audio o iso coil . Un'opzione estremamente pericoloa e potenzialmente mortale è quella di interrompere il contatto con il filo di terra utilizzando un adattatore AC Ground Lift o rompendo il contatto di terra della spina di alimentazione.

### Invertitore di ronzio
L'inversione di ronzio è una tecnica che introduce una piccola quantità di segnale di rete ma di segno opposto in modo tale da cancellare elettricamente qualsiasi ronzio introdotto.
L'inversione di ronzio è un processo in cui il "ronzio" che causa artefatti sgradevoli, generalmente nei sistemi audio o video, viene ridotto. In un pickup o microfono per chitarra elettrica di questo tipo vengono utilizzate due bobine invece di una, disposte con polarità opposta in modo che il ronzio indotto si annulli.
Analogamente, in alcuni ricevitori radio a valvole, un avvolgimento posto sulla bobina dell'altoparlante era collegato in serie all'alimentazione per contribuire a cancellare qualsiasi ronzio residuo.
Alcune altre applicazioni comuni di questo processo sono:
- Trasformatori o bobine humbucking utilizzati nei sistemi audio video.
- Cablaggio per sistemi telefonici (e altri sistemi audio) e comunicazioni informatiche.

## Conseguenze

### Nella musica
Negli strumenti musicali, il ronzio viene solitamente trattato come un fastidio e vengono apportate varie modifiche elettriche per eliminarlo. Ad esempio, i pickup humbucker sulle chitarre elettriche sono progettati per "invertire" o ridurre il ronzio. A volte il ronzio viene utilizzato in modo creativo, ad esempio nella musica dub e glitch.

#### Demo di John Lennon
Alla fine degli anni '70, l'ex Beatle John Lennon registrò alcune canzoni demo nell'appartamento suo e di Yoko Ono nel Dakota . Questi demo non videro alcuna pubblicazione ufficiale all'epoca, né furono registrati adeguatamente per Double Fantasy o il suo seguito Milk and Honey, ma si diffusero come bootleg tra i fan di Lennon.
A metà degli anni '90, come parte della serie antologica dei Beatles, i tre membri sopravvissuti, Paul McCartney, George Harrison e Ringo Starr, si riunirono per registrare musica inizialmente occasionale per gli album, ma decisero invece poi di rielaborare alcuni demo di John Lennon. Diversi demo furono dati a McCartney da Ono, i più notevoli furono " Free as a Bird ", "Real Love" e "Now and Then".
Delle demo ricevute, solo le tre sopra citate sono state elaborate. Dei tre, "Real Love" e "Now and Then" sono stati i più difficili su cui lavorare, rispetto a "Free as a Bird"; entrambi contenevano un forte ronzio di rete a 60 Hz, come risultato dell'attrezzatura di registrazione economica che Lennon usava i demo. Mentre il ronzio di rete è stato rimosso da "Real Love", era notevolmente più forte in "Now and Then", il che lo ha reso molto più difficile da rimuovere. Questo, e in misura molto maggiore, il disgusto di Harrison per quella particolare demo, portò alla sua eliminazione,  sebbene negli anni successivi circolassero rapporti secondo cui McCartney sperava di terminarla. Nel 2009, una versione della demo di Lennon, presumibilmente senza il ronzio di rete che ostacolava la versione dei Beatles, apparve come bootleg. Nel 2023, il ronzio di rete è stato finalmente rimosso grazie alla tecnologia di separazione della sorgente sonora di Peter Jackson, e il brano è stato pubblicato il 2 novembre 2023.

### Nei sistemi audio
Il ronzio della linea elettrica può essere attenuato utilizzando un filtro elimina banda.

### Nei sistemi video
Nel video analogico, il ronzio di rete può essere visto come barre (bande di luminosità leggermente diversa) che scorrono verticalmente sullo schermo. I frame rate delle trasmissioni televisive vengono scelti per corrispondere alla frequenza della linea proprio per ridurre al minimo il disturbo che queste barre causano all'immagine. Un ronzio può essere causato da un circuito di massa nei cavi che trasportano segnali video analogici, da uno scarso livellamento dell'alimentazione o da un'interferenza magnetica con il tubo a raggi catodici.

### Aspetto forense
L'analisi della frequenza della rete elettrica (ENF) è una tecnica forense per convalidare le registrazioni audio confrontando le variazioni di frequenza nel ronzio di fondo della rete nella registrazione con le registrazioni storiche a lungo termine ad alta precisione delle variazioni della frequenza di rete da un database. In effetti il segnale del ronzio di rete viene trattato come una filigrana digitale dipendente dal tempo che può essere utilizzata per trovare quando è stata creata la registrazione e per aiutare a rilevare eventuali modifiche nella registrazione audio.